# Feuillanterne (munkeorden)
 For alternative betydninger, se Feuillanterne (flertydig). (Se også artikler, som begynder med Feuillanterne)
Feuillanter (fransk feuillants, Fuliénses) var en kongregation af cisterciensere, som oprettedes 1574 af Jean de la Barrière i Feuillans i Languedoc og stadfæstedes af Pave Sixtus 5. 1586.
Abbeden i Feuillans blev kongregationens hoved og fuldstændig uafhængig af Citeaux.
Klædningen var hvid: hvid kutte uden skapulér, hvid kapusse og hvidt bælte; kun på rejser bar de hat. Fuillanterne fik straks stor udbredelse i Frankrig og Italien, men allerede 1595 mildnede paven deres regel, fordi den var skadelig for sundheden, Pave Urban 8. delte dem 1630 i to forskellige kongregationer, hver med sin general, i den franske Congrégation de Nôtre Dame de Feuillans, som blomstrede til den Franske Revolution, og i den italienske I Riformati di San Bernardo. Barrière stiftede også
en kongregation af nonner, Feuillantinderne eller Fulienserinderne med samme regel og samme dragt som mændene. I Feuillanternes kloster i Paris samledes feuillanternes klub.